# Heino Gaze
Heino Gaze (* 20. Februar 1908 in Halle (Saale); † 24. Oktober 1967 in Berlin) war ein deutscher Komponist und Textdichter.

## Leben
Heino Gaze (gesprochen: Gaaze) studierte nach dem Abitur in den 1920er und 1930er Jahren in Halle Rechtswissenschaft. Wie sein Vater, der in Halle nicht nur Anwalt war, sondern auch Präsident der dortigen Philharmonie und Operettenkomponist, war Gaze gespalten zwischen „solider“ Juraausbildung und dem Hang zur „leichten Muse“. Sein Studium finanzierte er sich zunächst mit Einkünften als Klavierspieler in Bars. Er legte 1936 das Große juristische Staatsexamen ab und wurde danach als Rechtsanwalt zugelassen. Gaze war als Assessor tätig und arbeitete zuletzt als Syndikus und Leiter der Personalabteilung eines Hüttenwerkes. Nebenher komponierte er und hatte 1943 einen ersten großen Erfolg mit dem Lied Laternchen, Laternchen, zu dem er auch den Text verfasst hatte.
Nach Kriegsende wechselte er endgültig den Beruf und übernahm 1945 die musikalische Leitung des Kabaretts der Komiker in Berlin, die er jedoch schon 1949 wieder abgab. Er fungierte dort zu dieser Zeit auch als Hauskomponist. In den fünfziger- und sechziger-Jahren arbeitete Gaze freischaffend und wurde durch zahlreiche Schlager bekannt, die ihn auch zum Spitzenreiter in puncto GEMA-Einnahmen machten. Wie andere Komponisten gründete Gaze auch einen eigenen Musikverlag Takt und Ton.
Für Kalkutta liegt am Ganges (1960), gesungen von Vico Torriani, erhielt Gaze eine Goldene Schallplatte, der Song wurde als Calcutta Ende 1960 von Lawrence Welk aufgenommen und erreichte 1961 die Nr. 1 in den US-Pop-Charts. Eine Goldene gab es auch für das von Willy Millowitsch gesungene Stimmungslied Schnaps, das war sein letztes Wort. Bully Buhlan war ein bekannter Interpret von Gazes Liedern (Hab’n se nich ne Braut für mich, Ich hab’ mich so an Dich gewöhnt). Daneben hat er für rund 40 Filme die Musik beigesteuert. 1962 entdeckte Gaze Drafi Deutscher für das Showgeschäft.
Seine bekanntesten Schlager:
Opapa (in ganz Europa) 1948,
Schnürlregen (Da-domm, da-dimm) 1949,
La-Le-Lu (1950),
Mit ’nem Kuss vor der Haustür fing’s an (1951),
Hab’n Sie nicht ’ne Braut für mich (1951),
Ich hab mich so an dich gewöhnt (1951),
Sonntagnacht auf der Reeperbahn (1951),
Egon (1952),
Heimweh nach Dir (1952),
Ein Musikus, ein Musikus (1952),
Dreh dich noch einmal um (1952),
Schau in meine Augen (1952),
Sei lieb zu mir (1953),
Das kleine Liebeskarussell (1953),
Angelika (1953),
Die Mädchen mit dem treuen Blick (1954),
Die Bar von Jonny Miller (1955),
Die Gipsy-Band (1955),
Aber nachts in der Bar (1958),
Kalkutta liegt am Ganges (1960),
Schnaps, das war sein letztes Wort (1960),
Berliner Polka (1961),
Shake Hands (1964).
Heino Gazes Schlager sind vielfach arrangiert und interpretiert worden, aber auch im Remix erschienen, wie etwa La-Le-Lu. 1993 und 2003 wurde der Klassiker neu aufgelegt und auch von der deutschen Pop-Rock-Band Pur gesungen. Gleichwohl verbindet man mit seinen Liedern ganz besondere Interpreten, wie etwa Evelyn Künneke (Egon) oder Heinz Rühmann (La-Le-Lu). Gazes Berlin-Polka zählt zu den beliebtesten Schlagern, die diese Stadt zum Thema haben. Auch heute noch ist Gazes Musik präsent. Das zeigte die Revue Berlin kommt wieder, die am 1. Juni 1945 mit Brigitte Mira Premiere hatte. Unter Mithilfe von Sonja Gaze, der Witwe des Komponisten, kam sie anlässlich der 750-Jahr-Feier Berlins im August 1987 auf dem Bahnhofsgelände Westkreuz unter der Regie von Johannes Felsenstein zur Wiederaufführung.

## Filmografie
- 1952: Pension Schöller
- 1952: Heimweh nach Dir
- 1952: Cuba Cabana
- 1953: Heute nacht passiert’s
- 1953: Der keusche Josef
- 1953: Hollandmädel
- 1953: Damenwahl
- 1953: Schlagerparade
- 1954: Mädchen mit Zukunft
- 1954: Geld aus der Luft
- 1955: Der Himmel ist nie ausverkauft
- 1955: Wenn der Vater mit dem Sohne
- 1955: Ein Herz voll Musik
- 1955: Wunschkonzert
- 1955: Schwedenmädel (Sommarflickan)
- 1956: Musikparade
- 1957: Viktor und Viktoria
- 1957: Der müde Theodor
- 1957: Unter Palmen am blauen Meer
- 1957: Witwer mit fünf Töchtern
- 1957: Wenn Frauen schwindeln
- 1958: Grabenplatz 17
- 1958: Kanaillen
- 1958: Vater, Mutter und neun Kinder
- 1958: Scala – total verrückt
- 1959: Drillinge an Bord
- 1959: So angelt man keinen Mann
- 1960: Das kunstseidene Mädchen
- 1961: Ach Egon!
- 1961: Ein Stern fällt vom Himmel
- 1962: Schneewittchen und die sieben Gaukler
- 1962: Kohlhiesels Töchter
- 1963: Ferien wie noch nie